# Israel Military Industries

Israel Military Industries Ltd. (IMI), är Israels statsägda militära industri. Det tillverkar vapen och ammunition främst för den israeliska statens räkning, men exporterar även mycket (55% ).
Företaget har skapat bland annat den mycket berömda UZI:n, samt färdigställs den mycket kända magnum-pistolen Desert Eagle. De tillverkar även den (mindre kända) Jericho 941-pistolen, och Delilah (missil). En sentida produkt är IMI Tavor TAR-21.
De tillverkar även ammunition, både Nato- och östblockskalibrar. De grundades 1933, har idag högkvarter i Ramat HaSharon, Israel. Bolagets första direktör var Israel Amir som 1939 blev direktör för IMI, före detta var han befälhavare för Haganah i Gush Herzliya. 